# Bouddhisme au Bhoutan

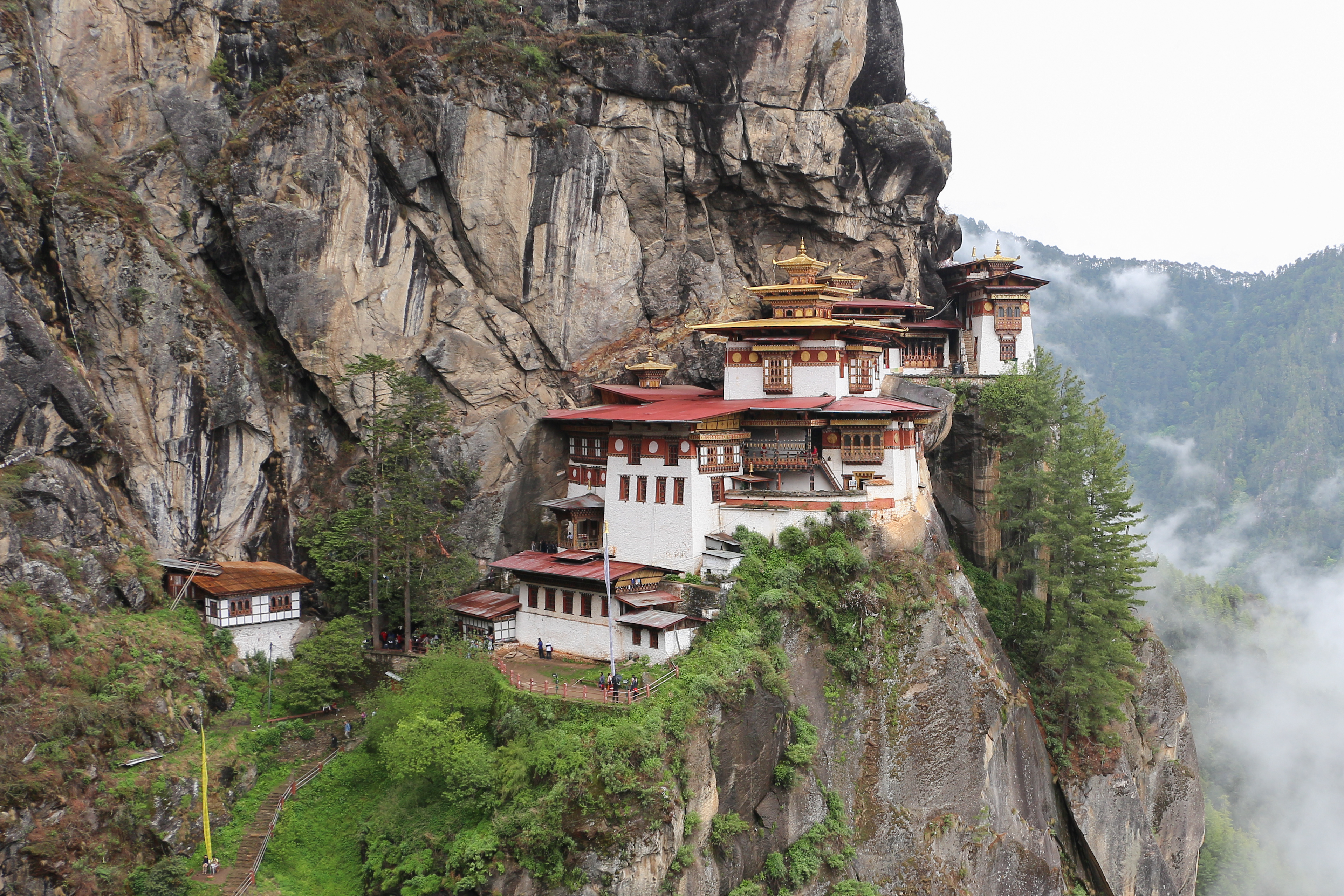
Monastère de Taktshang

Le bouddhisme est la religion principale du Bhoutan. Le bouddhisme mahayana et vajrayana (principalement les écoles Droukpa Kagyu et Nyingmapa du bouddhisme tibétain) est la religion d'État du Bhoutan et les bouddhistes représentent entre 2/3 et 3/4 de sa population. Bien que le bouddhisme pratiqué au Bhoutan ait pour origine le bouddhisme tibétain, il diffère sensiblement dans son rituel, sa liturgie, et son organisation monastique. La religion de l'État a longtemps été soutenu financièrement par le gouvernement grâce à des subventions annuelles aux monastères, sanctuaires, moines et nonnes bouddhistes. 
Pour Françoise Pommaret, le « bouddhisme bhoutanais est similaire au bouddhisme tibétain et appartient au bouddhisme Vajrayana qui a des règles différentes du Theravada ».